# Anrik Gadzhiyev
Anrik Khvadzhayevich Gadzhiyev (tiếng Nga: Анрик Хваджаевич Гаджиев; sinh ngày 4 tháng 6 năm 1994) là một tiền vệ bóng đá người Nga. Anh thi đấu cho SFC CRFSO Smolensk.

## Sự nghiệp câu lạc bộ
Anh có màn ra mắt tại Russian Second Division cho FC Sever Murmansk vào ngày 11 tháng 5 năm 2013 trong trận đấu với FC Dnepr Smolensk.